# Bröstpump

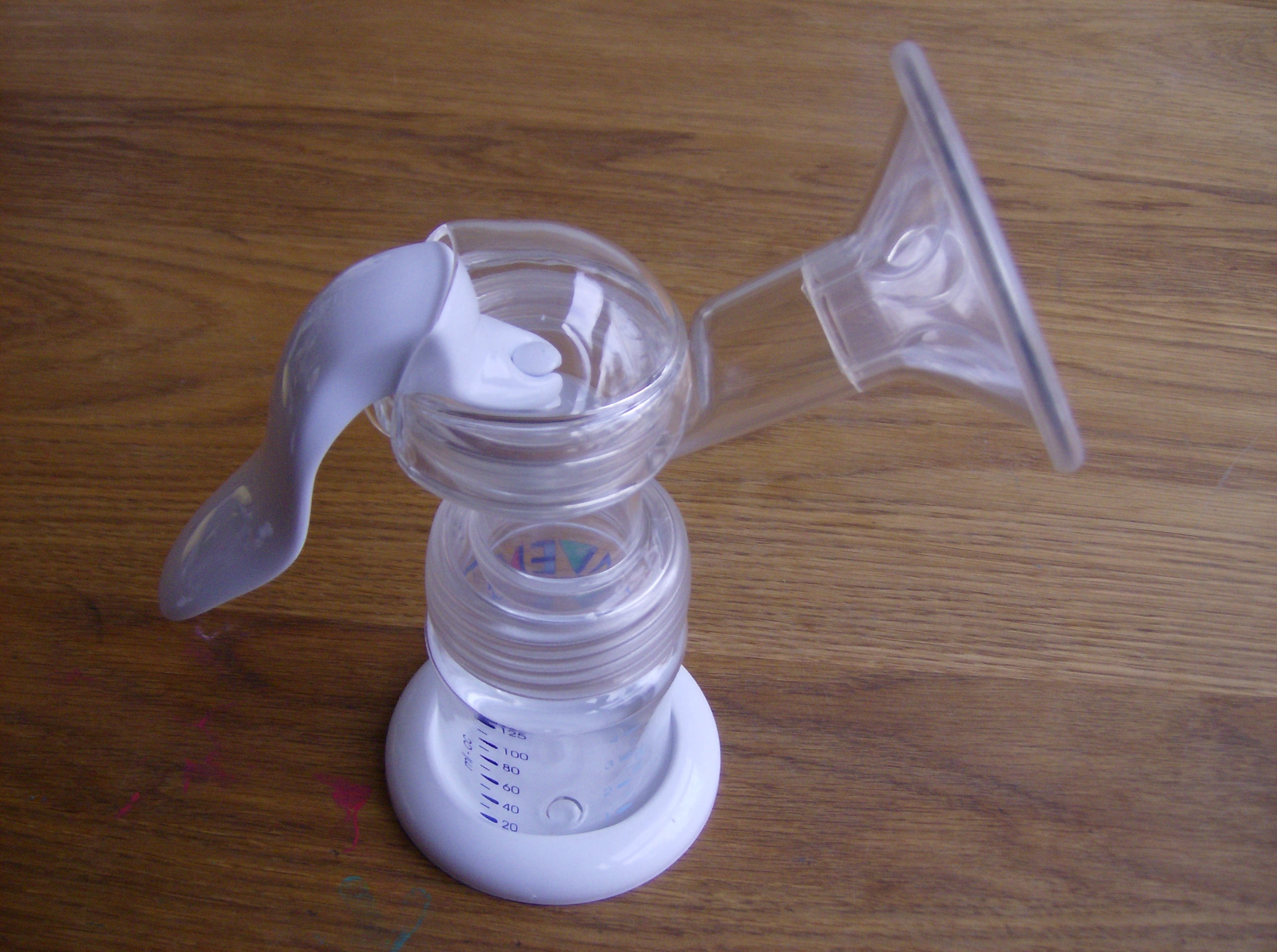
En bröstpump.

En bröstpump är ett mekaniskt eller elektriskt hjälpmedel för att få bröstmjölk ur en ammande kvinnas bröst. Bröstmjölk kan sparas minst sex månader om den fryses direkt efter pumpning.
Det kan finnas många olika anledningar till att en kvinna vill använda bröstpump. Några olika skäl är:
- Stimulera bildningen av mjölk för kvinnor som har problem med detta.[2]
- Att tömma bröst som har blivit överfulla, ett tillstånd som är mycket smärtsamt.[3][4]
- Att fortsätta bilda bröstmjölk och hormoner kopplade till detta, vilket kan hjälpa kvinnan att hämta sig efter graviditeten.[5]
- Modern vill fortsätta kunna amma barnet även sedan hon har börjat jobba igen, och då kan hon pumpa mjölk på förhand, som sedan någon annan kan ge till barnet när det är dags för mat, och bröstmjölksproduktionen avstannar inte.[6]

Bröstpumpen uppfanns av Edward Lasker.